# Le Triomphe de David
Le Triomphe de David est un tableau réalisé vers 1445-1455 par le peintre italien Francesco di Stefano Pesellino. Cette tempera sur bois représente David rentrant en triomphe dans une ville fortifiée, la tête de Goliath à la main. Acquise en 2000 en même temps que son pendant L'Histoire de David et Goliath, l'œuvre est conservée à la National Gallery, à Londres, au Royaume-Uni.